# عملية ميسترال 2
عملية ميسترال 2 كانت هجوما للجيش الكرواتي ومجلس الدفاع الكرواتي في غرب البوسنة والهرسك في 8-15 سبتمبر 1995 كجزء من حرب البوسنة والهرسك. كان هدفها خلق حاجز أمني بين كرواتيا والمواقع التي يحتلها جيش جمهورية صرب البوسنة وتعريض أكبر مدينة يسيطر عليها صرب البوسنة والهرسك بانيا لوكا للخطر من خلال الاستيلاء على مدن يايتسي وشيبوفو ودرفار. كانت قوات الجيش الكرواتي ومجلس الدفاع الكرواتي مجتمعة تحت القيادة العامة للجيش الكرواتي اللواء أنتي غوتوفينا.
بدأت العملية خلال حملة جوية لمنظمة حلف شمال الأطلسي (الناتو) ضد جيش جمهورية صرب البوسنة التي تحمل الاسم الرمزي عملية القوة المتعمدة واستهدفت الدفاعات الجوية لجيش جمهورية صرب البوسنة ومواقع المدفعية ومرافق التخزين إلى حد كبير في منطقة سراييفو ولكن أيضا في أماكن أخرى من البلاد. بعد أيام من بدء الهجوم تعرضت مواقع جيش جمهورية البوسنة والهرسك على اليمين واليسار من الجيش الكرواتي ومجلس الدفاع الكرواتي للهجوم من قبل جيش جمهورية البوسنة والهرسك في عملية سانا. حقق الهجوم أهدافه ومهد الطريق لمزيد من التقدم للجيش الكرواتي ومجلس الدفاع الكرواتي وجيش جمهورية البوسنة والهرسك نحو بانيا لوكا مما ساهم في حل الحرب.
هناك خلاف بين الباحثين حول ما إذا كان الهجوم جنبا إلى جنب مع عملية سانا أو الضربات الجوية لحلف شمال الأطلسي قد ساهمت بشكل أكبر في حل الحرب البوسنية وإلى أي مدى كان تقدم جيش جمهورية البوسنة والهرسك ومجلس الدفاع الكرواتي والجيش الكرواتي بمساعدة غارات الناتو الجوية. أسفرت عملية ميسترال 2 عن مقتل مئات المدنيين من صرب البوسنة والهرسك فضلا عن تشريد عشرات الآلاف غيرهم. في عام 2011 أدين خمسة من العسكريين الكرواتيين السابقين بارتكاب جرائم حرب لإعدامهم بإجراءات موجزة لخمسة جنود من صرب البوسنة والهرسك ومدني خلال العملية. في عام 2016 قدم مسؤولون من صرب البوسنة والهرسك شكوى جنائية ضد وزير الدفاع الكرواتي دامير كرستيتشيفيتش زاعمين أنه ارتكب جرائم حرب أثناء الهجوم. 

## الخلفية
مع انسحاب جيش يوغوسلافيا الشعبي من كرواتيا بعد قبول خطة فانس وبدء تنفيذها نُقل 55000 من الضباط والجنود المولودين في البوسنة والهرسك إلى جيش صرب البوسنة والهرسك الجديد والذي تم تغيير اسمه لاحقا إلى جيش جمهورية صرب البوسنة. أعاد إعادة التنظيم هذه إعلان جمهورية البوسنة والهرسك الصربية في 9 يناير 1992 قبل الاستفتاء على استقلال البوسنة والهرسك الذي جرى بين 29 فبراير  و1 مارس 1992 الذي كان ذريعة لصرب البوسنة والهرسك لإعلان حرب البوسنة والهرسك. بدأ صرب البوسنة والهرسك في تحصين العاصمة سراييفو ومناطق أخرى في 1 مارس 1992. وفي اليوم التالي سُجلت أولى الوفيات في الحرب في سراييفو ودوبوي. في الأيام الأخيرة من شهر مارس قصفت قوات صرب البوسنة والهرسك بوسانسكي برود بالمدفعية مما أدى إلى عملية عبر الحدود من قبل اللواء 108 من الجيش الكرواتي. في 4 أبريل 1992 بدأت مدفعية جيش يوغوسلافيا الشعبي قصف سراييفو. كانت هناك أمثلة أخرى على دعم جيش يوغوسلافيا الشعبي بشكل مباشر لجيش جمهورية صرب البوسنة مثل أثناء الاستيلاء على زفورنيك في أوائل أبريل 1992 عندما قدم جيش يوغوسلافيا الشعبي دعما مدفعيا من صربيا وأطلق النار عبر نهر درينا. في الوقت نفسه حاول جيش يوغوسلافيا الشعبي نزع فتيل الموقف وترتيب المفاوضات في مكان آخر من البلاد.
واجه جيش يوغوسلافيا الشعبي وجيش جمهورية صرب البوسنة في البوسنة والهرسك جيش جمهورية البوسنة والهرسك ومجلس الدفاع الكرواتي وتقديم التقارير إلى الحكومة المركزية التي يهيمن عليها البوسنيون وكروات البوسنة والهرسك على التوالي وكذلك الجيش الكرواتي والذي يدعم في بعض الأحيان عمليات مجلس الدفاع الكرواتي. في أواخر أبريل 1992 تمكن جيش جمهورية صرب البوسنة من نشر 200000 جندي ومئات من الدبابات وناقلات الجند المدرعة وقطع المدفعية. يمكن لمجلس الدفاع الكرواتي وقوات الدفاع الكرواتية إرسال ما يقرب من 25000 جندي وحفنة من الأسلحة الثقيلة في حين أن جيش جمهورية البوسنة والهرسك لم يكن مستعدا إلى حد كبير بما يقرب من 100000 جندي وأسلحة صغيرة لأقل من نصف عددهم وتقريبا لا أسلحة ثقيلة. تم إعاقة تسليح القوات المختلفة من قبل الأمم المتحدة عبر حظر نوريد الأسلحة الذي تم فرضه في سبتمبر 1991. بحلول منتصف مايو 1992 عندما انسحبت وحدات جيش يوغوسلافيا الشعبي التي لم يتم نقلها إلى جيش جمهورية صرب البوسنة من البوسنة والهرسك إلى جمهورية يوغوسلافيا الاتحادية المُعلن عنها حديثا سيطر جيش جمهورية صرب البوسنة على ما يقرب من 60 في المائة من البوسنة والهرسك. امتد نطاق سيطرة جيش جمهورية صرب البوسنة إلى حوالي 70 في المائة من البلاد بحلول نهاية عام 1992.

## المقدمة
بحلول عام 1995 تطور جيش جمهورية البوسنة والهرسك ومجلس الدفاع الكرواتي إلى قوات منظمة بشكل أفضل تستخدم أعدادا كبيرة نسبيا من قطع المدفعية والتحصينات الدفاعية الجيدة. لم يكن جيش جمهورية صرب البوسنة قادرا على اختراق دفاعاته حتى عندما استخدمت قواته تكتيكات عسكرية سليمة على سبيل المثال في معركة أوراشي في مايو ويونيو 1995. بعد استعادة الجزء الأكبر من جمهورية كرايينا الصربية (المناطق التي يسيطر عليها صرب كرواتيا في كرواتيا) في عملية العاصفة في أغسطس 1995 حول الجيش الكرواتي تركيزه إلى غرب البوسنة والهرسك. كان الدافع وراء هذا التحول هو الرغبة في إنشاء منطقة أمنية على طول الحدود الكرواتية وترسيخ كرواتيا كقوة إقليمية وكسب مزايا مع الغرب من خلال إجبارها على إنهاء حرب البوسنة والهرسك. رحبت حكومة البوسنة والهرسك بالخطوة لأنها ساهمت في تحقيق هدفهم في السيطرة على غرب البوسنة والهرسك ومدينة بانيا لوكا أكبر مدينة في الأراضي التي يسيطر عليها صرب البوسنة والهرسك.
في الأيام الأخيرة من أغسطس 1995 أطلق الناتو عملية القوة المتعمدة وهي حملة جوية استهدفت جيش جمهورية صرب البوسنة. تم إطلاق هذه الحملة ردا على مذبحة ماركالي الثانية في 28 أغسطس والتي جاءت في أعقاب مذبحة سريبرينيتشا. بدأت الضربات الجوية في 30 أغسطس واستهدفت في البداية الدفاعات الجوية لجيش جمهورية صرب البوسنة وضربت أهدافا بالقرب من سراييفو. تم تعليق الحملة لفترة وجيزة في 1 سبتمبر وتم توسيع نطاقها لاستهداف المدفعية ومرافق التخزين في جميع أنحاء المدينة. استؤنف القصف في 5 سبتمبر وامتد نطاقه ليشمل الدفاعات الجوية لجيش جمهورية صرب البوسنة بالقرب من بانيا لوكا بحلول 9 سبتمبر حيث كان الناتو قد استنفد تقريبا قائمة أهدافه بالقرب من سراييفو. في 13 سبتمبر وافق صرب البوسنة والهرسك على طلب الناتو بإنشاء منطقة حظر حول سراييفو وتوقفت الحملة.

## ترتيب المعركة
نظرا لأن قصف الناتو استهدف بشكل عام جيش جمهورية صرب البوسنة حول سراييفو فقد ظل غرب البوسنة والهرسك هادئا نسبيا بعد عملية العاصفة باستثناء التحقيق في الهجمات التي شنها جيش جمهورية صرب البوسنة ومجلس الدفاع الكرواتي أو جيش جمهورية البوسنة والهرسك بالقرب من بيهاتش ودرفار وغلاموتش. في ذلك الوقت كان الجيش الكرواتي ومجلس الدفاع الكرواتي وجيش جمهورية البوسنة والهرسك يخططون لشن هجوم مشترك في المنطقة. الجزء الرئيسي من الهجوم كان يحمل الاسم الرمزي عملية مايسترال (الاسم الكرواتي لرياح ميسترال) أو بشكل أكثر دقة عملية مايسترال 2. في غضون شهر خطط الجيش الكرواتي ومجلس الدفاع الكرواتي لعملية للاستيلاء على مدن يايتسي وشيبوفو ودرفار بوضع قواتهم في مواقع تهدد بانيا لوكا. تم وضع اللواء أنتي غوتوفينا في قيادة القوات المشتركة الجيش الكرواتي ومجلس الدفاع الكرواتي المخصصة للهجوم.
انتشرت القوات في ثلاث مجموعات. تتكون المجموعة العملياتية الشمالية المكلفة بالاستيلاء على شيبوفو ويايتسي من 11000 جندي وتضمنت أفضل الوحدات المتاحة لغوتوفينا الحرس الرابع وألوية الحرس السابع ولواء الحرس الكرواتي الأول من ألوية الجيش الكرواتي وثلاثة ألوية من مجلس الدفاع الكرواتي. تم تنظيم بقية القوة في المجموعة العملياتية الغربية والمجموعة العملياتية الجنوبية وتألفت من خمسة أفواج من الحرس الوطني لمجلس الدفاع الكرواتي وثلاثة ألوية مشاة احتياطية. كان على هاتين المجموعتين تحديد قوات فيلق كرايينا الثاني التابع لجيش جمهورية صرب البوسنة في محيط درفار ومحاولة التقدم نحو المدينة. بمجرد أن أكملت المجموعة العملياتية الشمالية مهامها كان عليها العودة والاستيلاء على درفار. تم نشر قوات غوتوفينا بين الفيلق الخامس لجيش جمهورية البوسنة والهرسك على اليسار والفيلق السابع على اليمين. كان على قوات جيش جمهورية البوسنة والهرسك التقدم على جانبي الجيش الكرواتي ومجلس الدفاع الكرواتي في هجوم منفصل ولكن منسق باسم عملية سانا.
في منطقة هجوم الجيش الكرواتي ومجلس الدفاع الكرواتي المشتركة كان لدى جيش جمهورية صرب البوسنة فيلق كرايينا الثاني بقيادة اللواء راديفوي تومانيتش وفرقة المشاة الثلاثين من فيلق كرايينا الأول بقيادة اللواء مومير زيتش. كان تومانيتش الذي أنشأ مقره الرئيسي في درفار في القيادة العامة في غرب البوسنة والهرسك. تولى تومانيتش وزيتش قيادة قوة مشتركة قوامها حوالي 22000 جندي. لقد اعتبروا أن جيش جمهورية البوسنة والهرسك يمثل تهديدا أكبر في المنطقة ونشروا فقط ما بين 5000 و 6000 جندي مباشرة ضد الجيش الكرواتي ويتألف من ألوية مشاة آلية وستة مشاة أو كتائب مشاة خفيفة تعمل على طول خط المواجهة ولواء واحد احتياطي.

## التسلسل الزمني

### المرحلة الأولى: 8-11 سبتمبر

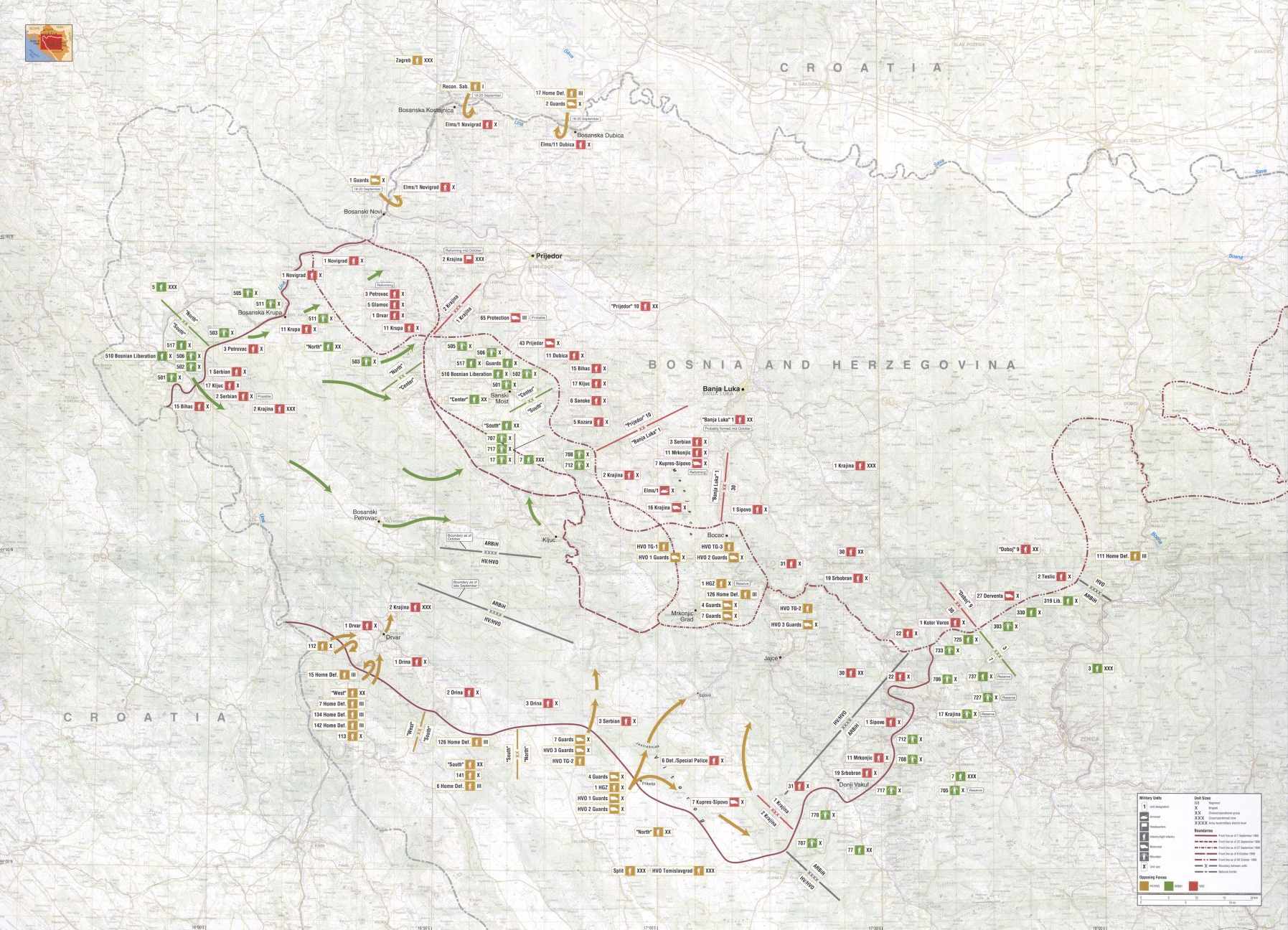
خريطة المعارك في غرب البوسنة والهرسك في الفترة من سبتمبر إلى أكتوبر 1995 زتم تصوير عملية ميسترال 2 في الجزء السفلي الأيسر من الخريطة.

تم التخطيط للمرحلة الأولى من الهجوم للتغلب على دفاعات جيش جمهورية صرب البوسنة الممتدة عبر الجبال شمال غلاموتش وحراسة التقدم الجنوبي نحو تشيبوفو ويايتسي. تم شن الهجوم في صباح يوم 8 سبتمبر. قاد لواء الحرس السابع والرابع الهجوم وضربا ممر ملينيشت وتلة ياستريبنياك على التوالي. تم اختراق الخط الأول من دفاعات جيش جمهورية صرب البوسنة بحلول الساعة 10:00 مما سمح للواء الوطني الكرواتي الأول بالدفع عبر لواء الحرس الوطني الرابع وتطويق جبل فيتوروغ ودفاعات جيش جمهورية صرب البوسنة القوية بشكل خاص هناك. تم تعزيز لواء الحرس الوطني الأول بسرعة بواسطة كتيبة الحرس الوطني الستين والشرطة الخاصة في هجمات ضد مواقع جيش جمهورية صرب البوسنة في فيتوروغ. تم تحقيق أقصى تقدم تم تحقيقه في اليوم الأول للهجوم من قبل لواء الحرس الوطني الرابع الذي تقدم 5 كيلومترات (3.1 ميل). تقدم لواء الحرس الوطني السابع ولواء الحرس الوطني الأول مسافة أقل بكثير في حين أن الجهود الداعمة للمجموعة العملياتية الجنوبية والمجموعة العملياتية الغربية التي تم إطلاقها في ذلك اليوم ضد درفار أحرزت تقدما ضئيلا.
في 9 سبتمبر هزم الجيش الكرواتي ومجلس الدفاع الكرواتي الجزء الأكبر من دفاعات جيش جمهورية صرب البوسنة الرئيسية للكتائب الصربية الثالثة والكتائب الآلية السابعة محققة اختراقا رئيسيا. دفع لواء الحرس الوطني الأول جيش جمهورية صرب البوسنة من فيتوروغ وتقدم لواء الحرس الوطني السابع 8 كيلومترات (5.0 أميال) واستولى على ممر ملينيشت بينما قام لواء الحرس الوطني الرابع بتأمين تل ياستريبنياك. في اليوم التالي لم يكن باستطاعة كل من الجيش الكرواتي ومجلس الدفاع الكرواتي التقدم إلا لمسافة كيلومترين (1.2 ميل) حيث نشر جيش جمهورية صرب البوسنة كتيبة من دبابات إم-84 منفصلة عن اللواء المدرع الأول. في هذه المرحلة حقق الجيش الكرواتي ومجلس الدفاع الكرواتي أهداف المرحلة الأولى من الهجوم. في ذلك اليوم شن الفيلق السابع من جيش جمهورية البوسنة والهرسك هجومه على الجانب الأيمن من الجيش الكرواتي ومجلس الدفاع الكرواتي. أشتركت عناصر جيش جمهورية صرب البوسنة في الدفاع بقوة عن دوني فاكوف.
في 11 سبتمبر أوقفت المجموعة العملياتية الشمالية العمليات الهجومية بينما تحرك اللواءان الرابع والسابع للحرس الوطني. تم استبدالهم بألوية الحرس الوطني الأول والثاني من مجلس الدفاع الكرواتي والتي أصبحت رأس الحربة للمجموعة العملياتية الشمالية. حقق هجوم استقصائي قام به لواء الحرس الوطني الثاني بعض المكاسب باتجاه يايتسي على طول حافة هضبة كوبريس. بذلت المجموعة العملياتية الجنوبية والغربية جهدا آخر للاستيلاء على درفار لكن تم هزيمتهم من قبل مشاة جيش جمهورية صرب البوسنة بدعم من المدفعية وصواريخ إم-87 أوركان.

### المرحلة الثانية: 12-13 سبتمبر
بدأت المرحلة الثانية من الهجوم في 12 سبتمبر. كان هدفها هو الاستيلاء على شيبوفو ويايتسي بواسطة المجموعة العملياتية الشمالية بعد أن نجحت في اختراق دفاعات جيش جمهورية صرب البوسنة شمال غلاموتش. نظرا لأن اللواء السابع الميكانيكي التابع لجيش جمهورية صرب البوسنة أُجبر على الانسحاب من المواقع القريبة من فيتوروغ للدفاع عن شيبوفو فإن التقدم السريع للواء الجيش الكرواتي ومجلس الدفاع الكرواتي يعني أن جيش جمهورية صرب البوسنة لا يمكنه توحيد الخط الدفاعي. في نفس اليوم نشر الجيش الكرواتي ثلاث طلعات مروحية حربية من طراز ميل مي-24 ضد دروع ومدفعية جيش جمهورية صرب البوسنة وتمكن لواء الحرس الوطني الأول لمجلس الدفاع الكرواتي من الوصول إلى شيبوفو والاستيلاء على المدينة. كان تقدمه مدعوما أيضا من قبل لواء الحرس الوطني الأول والذي تقدم ليتفوق على جيش جمهورية صرب البوسنة بالقرب من شيبوفو. كما تم دعم الهجوم من قبل كتيبة الحرس الوطني الستين وسرية الأركان العامة للاستطلاع التخريبية والمدفعية الثقيلة وقاذفات الصواريخ المتعددة. عندما بدأت مواقع جيش جمهورية صرب البوسنة حول شيبوفو في التراجع تقدم لواء الحرس الوطني الثاني نحو يايتسي ووصل إلى نقطة على بعد 10 كيلومترات (6.2 ميل) جنوب المدينة بحلول نهاية اليوم. تم دعم تقدمه من قبل مفرزة التخريب 22 والشرطة الخاصة.
في 13 سبتمبر عندما كان لواء الحرس الوطني الثاني يقترب من يايتسي انسحب جيش جمهورية صرب البوسنة من دوني فاكوف لتجنب الحصار واستولى جيش جمهورية البوسنة والهرسك على المدينة. بدأ الفيلق الخامس من جيش جمهورية البوسنة والهرسك على الجانب الأيسر من هجوم الجيش الكرواتي ومجلس الدفاع الكرواتي هجومه ضد فيلق كرايينا الثاني في جيش جمهورية صرب البوسنة متحركا جنوبا من بيهاتش باتجاه بوسانسكي بيتروفاتش. تم إدراج كتيبة الحرس الوطني 81 من الجيش الكرواتي في العملية لدعم قوات مجلس الدفاع الكرواتي وعندما اقتربت من مركونييتش غراد اشتبكت مع اللواء السابع الميكانيكي لجيش جمهورية صرب البوسنة الذي يدافع عن المدينة. بحلول نهاية اليوم وصل لواء الحرس الوطني الثاني إلى يايتسي. تم إجلاء السكان المدنيين في يايتسي عندما بدا الاستيلاء    عليها وشيكا. دخل لواء الحرس الوطني الثاني البلدة المهجورة واستعاد المدينة التي فقدها جيش جمهورية صرب البوسنة في عملية فرباس 92 قبل ما يقرب من ثلاث سنوات. منع الاستيلاء عليها الفيلق السابع من جيش جمهورية البوسنة والهرسك من التقدم أكثر حيث اختفى خط المواجهة الذي يواجه جيش جمهورية صرب البوسنة. ثم قام الفيلق السابع بفصل جزء كبير من قوته وإرسالهم كتعزيزات إلى الفيلق الخامس.

### المرحلة الثالثة: 14-15 سبتمبر

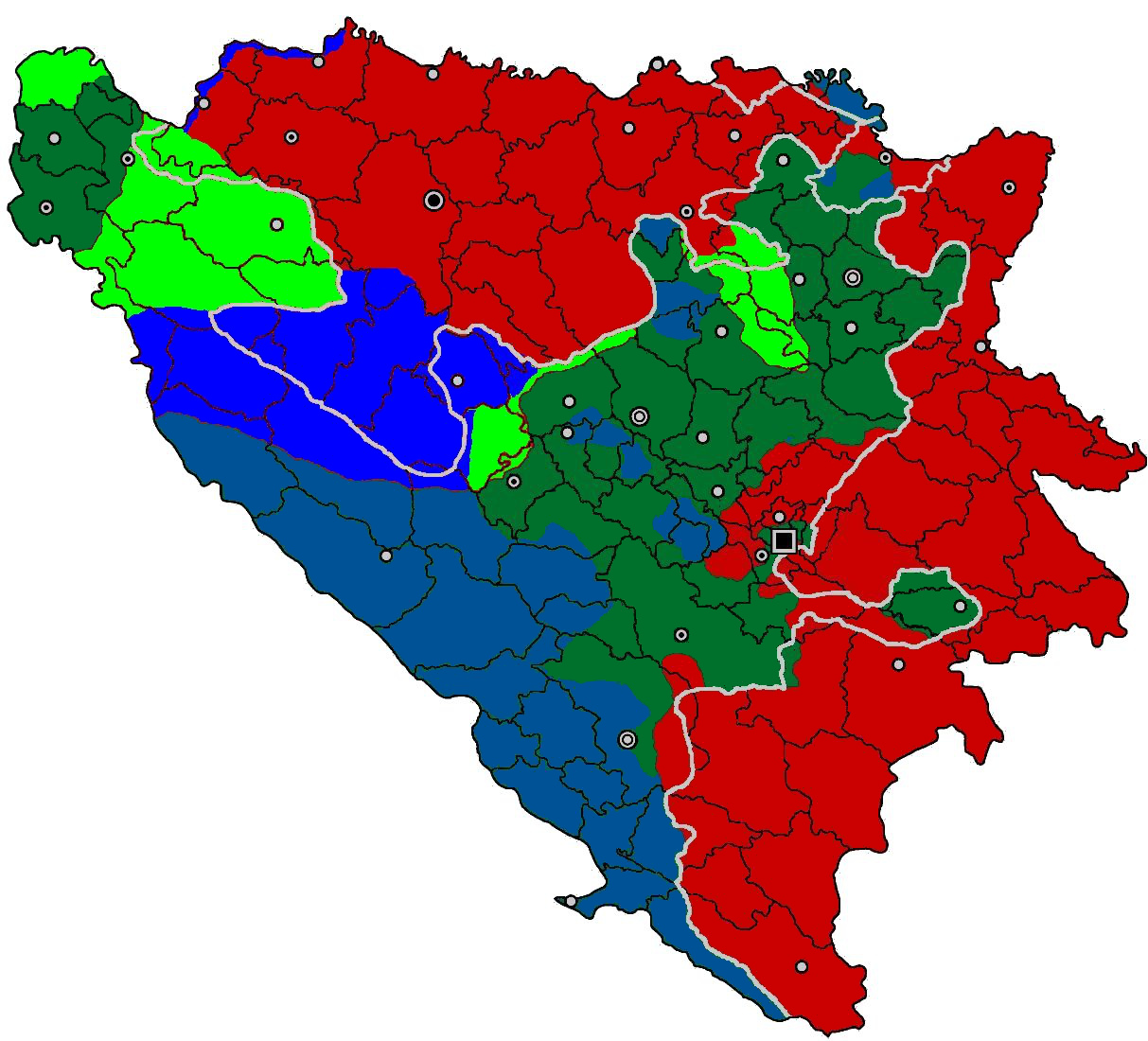
المناطق التي تم الاستيلاء عليها في سبتمبر - أكتوبر 1995
، و

تركزت المرحلة الثالثة من العملية على الاستيلاء على درفار الهدف الثانوي للهجوم الشامل. استمرت دفاعات جيش جمهورية صرب البوسنة حول المدينة حتى 14 سبتمبر عندما فصل غوتوفينا كتيبة معززة من لواء الحرس الوطني السابع المحتجز في احتياطي المجموعة العملياتية الشمالية ونشرها ضد درفار. دفع متجدد من قبل المجموعة العملياتية الجنوبية والغربية جنبا إلى جنب مع التقدم السريع للفيلق الخامس لجيش جمهورية البوسنة والهرسك ضد بوسانسكي بيتروفاتش مما هدد بعزل درفار وانسحب جيش جمهورية صرب البوسنة من المدينة.
استولى الفيلق الخامس من جيش جمهورية البوسنة والهرسك على كولين فاكوف في 14 سبتمبر وبوسانسكي بيتروفاتش في اليوم التالي. تقابل مع قوات الجيش الكرواتي في ممر أوستريلي على بعد 12 كيلومترا (7.5 ميل) جنوب شرق المدينة على الطريق المؤدي إلى درفار. لم يكن الارتباط سلسا حيث وقع حادث إطلاق نيران صديقة مما أسفر عن وقوع إصابات.

## فيما بعد
اخترقت قوة الجيش الكرواتي ومجلس الدفاع الكرواتي المدمجة دفاعات جيش جمهورية صرب البوسنة بما يصل إلى 30 كيلومترا (19 ميلا) واستولت على 2500 كيلومتر مربع (970 ميلا مربعا) وتظهر المهارة المحسّنة لمخططي الجيش الكرواتي. الأهم من ذلك أن عملية ميسترال 2 وكذلك عملية سانا باعتبارها الأولى في سلسلة من الهجمات التي شنت قبل وقت قصير من نهاية حرب البوسنة والهرسك كانت حاسمة في ممارسة الضغط على صرب البوسنة والهرسك. كما أنها مهدت الطريق لمزيد من التقدم للجيش الكرواتي ومجلس الدفاع الكرواتي في عملية التحرك الجنوبي.
قامت وكالة المخابرات المركزية بتحليل آثار عملية القوة المتعمدة وعمليات ميسترال 2 وسانا ولاحظت أن الحملة الجوية لحلف الناتو لم تقوض القدرة القتالية لجيش جمهورية صرب البوسنة بالقدر المتوقع لأن الضربات الجوية لم تكن موجهة في المقام الأول إلى الوحدات المنتشرة ميدانيا في البنية التحتية للقيادة والسيطرة. أشار هذا التحليل إلى أنه على الرغم من أن الحملة الجوية لحلف الناتو أدت بالفعل إلى إضعاف قدرات جيش جمهورية صرب البوسنة فإن الهجمات الأخيرة التي شنتها طائرات الجيش الكرواتي ومجلس الدفاع الكرواتي وجيش جمهورية البوسنة والهرسك أحدثت أكبر قدر من الضرر. وخلص التحليل كذلك إلى أن الهجمات البرية وليس قصف الناتو كانت مسؤولة عن جلب صرب البوسنة والهرسك إلى طاولة المفاوضات وإنهاء الحرب. ومع ذلك يقول المؤلف روبرت سي أوين إن الجيش الكرواتي لم تكن لتتقدم بالسرعة التي كانت عليها لو لم يتدخل الناتو وأعاق دفاع جيش جمهورية صرب البوسنة من خلال حرمانه من الاتصالات بعيدة المدى.
خلقت عملية ميسترال 2 جنبا إلى جنب مع عملية سانا شبه المتزامنة عددا كبيرا من اللاجئين من المناطق التي كانت تسيطر عليها في السابق جيش جمهورية صرب البوسنة. تم الإبلاغ عن عددهم بشكل مختلف وتتراوح التقديرات من 655 قتيلا من المدنيين و 125000 لاجئ حسبما أفاد راديو وتلفزيون جمهورية صرب البوسنة في عام 2010 وإلى ما يقرب من 40.000 لاجئ تم الإبلاغ عنهم في عام 1995 وكلاهما من قبل مصادر صرب البوسنة والهرسك. تم الإبلاغ عن الرقم الأخير ليشمل جميع السكان المعاصرين لمدن يايتسي وشيبوفو وميركونييتش غراد ودوني فاكوف الفارين أو الذين تم إجلاؤهم. في ذلك الوقت قدر المتحدث باسم الأمم المتحدة في سراييفو عدد اللاجئين بـ 20.000. فر اللاجئون إلى المناطق التي يسيطر عليها جيش جمهورية صرب البوسنة حول برتشكو وبانيا لوكا إضافة إلى 50 ألف لاجئ كانوا يحتمون في بانيا لوكا منذ عملية العاصفة.
أثناء محاكمة غوتوفينا وآخرين أمام المحكمة الجنائية الدولية ليوغوسلافيا السابقة قارن رينود ثيونينز بين عمليتي ميسترال 2 والعاصفة بصفته شاهد خبير في الادعاء. وأشار ثيونينز إلى أن الممتلكات المدنية والبنية التحتية معرضة لخطر أقل في أعقاب عملية ميسترال 2 حيث أصدر غوتوفينا أوامر أكثر صرامة في هذا الصدد حيث أسس سريات مكلفة بالأمن على وجه التحديد وفرضت حظر تجول في يايتسي. تكبد الجيش الكرواتي ومجلس الدفاع الكرواتي خسائر بلغت 74 قتيلا و 226 جريحا في العملية.
في عام 2007 تلقت السلطات الكرواتية معلومات تفيد بأن قائد لواء الحرس الوطني السابع العميد إيفان كوراد أمر بقتل أسرى حرب جيش جمهورية صرب البوسنة أثناء الهجوم. ووجهت تهم بارتكاب جرائم حرب إلى سبعة جنود من اللواء مع تحديد أنهم نفذوا أوامر كوراد بقتل أحد سجناء جيش جمهورية صرب البوسنة ورجل مجهول في قرية هالابيتش بالقرب من غلاموتش وأربعة من سجناء جيش جمهورية صرب البوسنة في قرية ملينيشت. تمت إدانة خمسة متهمين وبُرِّئ الاثنان الآخران في أكتوبر 2011. وحُكم على اثنين منهم بالسجن ستة أعوام وأحدهما بالسجن خمس سنوات والآخران لمدة عامين. لم يُحاكم كوراد أبدا حيث انتحر بعد مواجهة مع ضباط الشرطة الذين سعوا للقبض عليه على صلة بجريمة قتل رباعية ارتُكبت في أواخر مارس 2008. في عام 2016 قدم مسؤولون من صرب البوسنة والهرسك شكوى جنائية ضد وزير الدفاع الكرواتي دامير كرستيتشيفيتش زاعمين أنه ارتكب جرائم حرب أثناء الهجوم.